# Die Fanfare. Das Magazin für Junggesellen
Die Fanfare war laut ihrem Untertitel „Das Magazin für Junggesellen“, anfänglich auch mit dem Zusatz „für freies Menschentum.“ Begründer und Herausgeber des von 1924 bis etwa 1926 14-täglich, teils auch wöchentlich in Berlin erschienenen Blattes war Curt Neuburger. Sein Periodikum bezeichnete er als „offizielles Organ des Kultur-Cartells.“